# Цикл Борна — Габера
Цикл Борна — Габера (англ. Born–Haber cycle, рос. цикл Борна — Габера) — термодинамічний цикл, записаний на основі закону Гесса. Використовується для розрахунку енергії кристалічної ґратки у йонних кристалах.
Цикл названий на честь його німецьких першовідкривачів — фізика Макса Борна та хіміка Фріца Габера.